# Béla Markó
Dans le nom hongrois Markó Béla, le nom de famille précède le prénom, mais cet article utilise l’ordre habituel en français Béla Markó, où le prénom précède le nom.
Béla Markó, né le 8 septembre 1951 à Târgu Secuiesc, est un homme politique roumain issu de la communauté magyare de Roumanie.

## Biographie
Il est élu sénateur lors des élections législatives de 1990, puis réélu en 1992, 1996, 2000, 2004, 2008 et 2012, sous l'étiquette de l'Union démocrate magyare de Roumanie (UDMR), dont il est le président de 1993 à 2011.
Béla Markó est ministre d'État chargé de la coordination des Activités dans le domaine de l'Éducation, de la Culture et de l'Intégration européenne de 2004 à 2008, dans le gouvernement Popescu-Tăriceanu, puis vice-Premier ministre de 2009 à 2012, dans les gouvernements Boc II et Ungureanu.
Candidat à l'élection présidentielle de 2004, il termine cinquième avec 5,1 % des suffrages exprimés.